# FK Saljut Belgorod
Der FK Saljut Belgorod (russisch ФК «Салют» Белгород, wiss. Transliteration FK Saljut Belgorod) ist ein russischer Fußballverein aus der Stadt Belgorod, der aktuell in der vierthöchsten russischen Spielklasse antritt.

## Geschichte

### Namensentwicklung
Der Club wurde im Jahr 1960 als Zementnik (Zementarbeiter) Belgorod gegründet. Diesen Namen behielt man bis 1963. Ab 1964 nannte sich der Verein Spartak, um 1970 den Namen Saljut anzunehmen unter dem man bis 1991 spielte. Diesen Namen verwendete man auch in den Jahren 1993 bis 1995. Zwischenzeitlich (1991–1992) lief man als Energomash auf. In den Jahren 1996–1999 war man als Saljut-YUKOS im Profifußball tätig; von 2000 bis 2009 hieß der Verein Belgorod Saljut-Energija. Ab dem 23. Januar 2010 heißt der Club wieder Saljut Belgorod.

### Sowjetunion
Zementnik spielte 1960 und 1961 in der Klasse B. Im Jahr 1964 kehrte die Mannschaft als Spartak Belgorod in diese Liga zurück. Im Jahr 1968 wurde Spartak in den Finalspielen der Klasse B Dritter und stieg in die Klasse A auf, wo das Team in Gruppe 2 eingegliedert wurde. Nach Neuorganisierung des Ligensystems 1971 spielte Saljut bis 1989 in der zweiten Sowjetliga. In den Jahren 1990 und 1991 spielte der Verein in der zweiten Sowjetliga B.

### Russland
Im Jahr 1992 wurde der Verein als Energomasch Belgorod in die neugegründete 1. Division eingeteilt und stieg prompt ab. Obwohl die Mannschaft in Zone 2 der 2. Division im Jahre 1993 Tabellenerster wurde, durfte sie nicht aufsteigen. 1995 gab es für Saljut den nächsten Abstieg und es folgte der Absturz in die dritte Liga. Doch im folgenden Jahr stieg das Team wieder in die 2. Division auf. Als Saljut-YUKOS stieg die Mannschaft aber anschließend nach kurzer Zeit (1997–1999) jedoch wieder in die Amateurliga KFK ab. Doch bereits im Jahr 2000 gelang die Rückkehr in den Profifußball. In den Jahren 2001 bis 2005 war Saljut-Energija stets unter den Topteams der 2. Division und die Mannschaft wurde nie schlechter als Tabellenfünfter.
Im Jahr 2005 stieg die Mannschaft als Meister der 2. Division (Zentrum) in die 1. Division auf, aus der der erneute Abstieg nach der Saison 2010 folgte. In der Spielzeit 2011/12 wurde der sofortige Wiederaufstieg geschafft. Nachdem der Verein Ende Januar 2014 Insolvenz gegangen war, wurde er am 14. Februar 2014 vom laufenden Wettbewerb ausgeschlossen.

## Trainer
- Mychajlo Fomenko (2010–2011)